# ハイケ・ヘンケル
ハイケ・ヘンケル（Heike Henkel、1964年5月5日‐）は、ドイツの元陸上競技選手である。
走高跳を専門とし、1991年の世界選手権、の1992年バルセロナオリンピックでいずれも優勝した。また1992年には、室内でステフカ・コスタディノヴァ（ブルガリア）が保持していた当時の室内世界記録2.06mを更新する2.07mを記録した。この室内世界記録は、2006年にカイサ・ベリークヴィスト（スウェーデン）に破られるまで約14年間保持した。

## 主な成績
| 年   | 大会           | 場所                           | 種目   | 結果 | 記録  |
| ---- | -------------- | ------------------------------ | ------ | ---- | ----- |
| 1987 | 世界室内選手権 | インディアナポリス（アメリカ） | 走高跳 | 6位  | 1.91m |
| 1987 | 世界選手権     | ローマ（イタリア）             | 走高跳 | 6位  | 1.96m |
| 1989 | 世界室内選手権 | ブダペスト（ハンガリー）       | 走高跳 | 3位  | 1.94m |
| 1991 | 世界室内選手権 | セビリア（スペイン）           | 走高跳 | 1位  | 2.00m |
| 1991 | 世界選手権     | 東京（日本）                   | 走高跳 | 1位  | 2.05m |
| 1992 | オリンピック   | バルセロナ（スペイン）         | 走高跳 | 1位  | 2.02m |
| 1993 | 世界室内選手権 | トロント（カナダ）             | 走高跳 | 2位  | 2.02m |
| 1995 | 世界室内選手権 | バルセロナ（スペイン）         | 走高跳 | 3位  | 1.99m |

## 記録
- 走高跳(屋外)　2.05m (1991年8月31日、世界歴代9位)
- 走高跳(室内)　2.07m (1992年2月8日、世界歴代2位)